# イザベル・ルーカス
イザベル・ルーカス（Isabel Lucas、1985年1月29日 - ）は、オーストラリア出身の女優。

## 経歴

### 生い立ち
オーストラリア人の父親とスイス人の母親を持ち、英語の他に、ドイツ語とフランス語が堪能。ビクトリア州メルボルンで生まれ、子供時代はクイーンズランド州ケアンズで過ごした。

### キャリア
2003年から2006年まで、オーストラリアのテレビドラマ『Home and Away』においてターシャ・アンドリュース（後にターシャ・ハンター）役を演じ、オーストラリアのテレビ界で、最も権威あるロギー賞（新人賞）を受賞している。
2009年公開の『トランスフォーマー/リベンジ』で、人間に擬態する「プリテンダー」と呼ばれるトランスフォーマー・アリス役で出演。

## 人物
2006年までオーストラリア人俳優クリス・ヘムズワースと交際。2008年にはエイドリアン・グレニアーと交際していたが、8月に破局。2008年7月、『トランスフォーマー/リベンジ』の共演者シャイア・ラブーフの運転する車に同乗し、事故にあって軽いけがをした。
2008年より、ロサンゼルスに移り、アメリカ合衆国に拠点を置いている。

## 出演作品

### 映画
- トランスフォーマー/リベンジ Transformers: Revenge of the Fallen （2009年）- アリス 役
- ザ・コーヴ The Cove （2009年）
- デイブレイカー Daybreakers （2009年）- アリソン・ブロムリー 役
- インモータルズ -神々の戦い- Immortals （2011年）- アテナ 役
- レッド・ドーン Red Dawn （2012年）- エリカ・マーティン 役
- パーフェクト・ルーム The Loft （2014年） - サラ役
- OSIRIS/オシリス Science Fiction Volume One: The Osiris Child （2016年） - ジプ役

### テレビドラマ
- Home and Away （2003年-2006年）
- ザ・パシフィック The Pacific （2010年）
- エメラルドシティ Emerald City （2017年）
- MACGYVER/マクガイバー （2017年-2018年）- サマンサ・ケイジ 役

## 参照
1. 1 2  Home and Away - Yahoo!7
2. ↑  Isabel Lucas Bio at The Internet Movie DataBase
3. ↑  Adrian Grenier and Isabel Lucas Split. People (2008-08-12). Retrieved on 2009-01-05.
4. ↑  Police: Shia LaBeouf Not at Fault in Crash. Us Magazine (2008-07-29). Retrieved on 2009-02-05.